# Jergenihügel
Die Jergenihügel (oder Jergenihöhe) sind ein bis 222 m hoher rund 330 km langer Höhenzug im osteuropäischen Teil Russlands.
Die Hügellandschaft der Jergenihügel erstreckt sich im Südteil der Osteuropäischen Ebene. Sie liegt in Kalmückien sowie in den Oblasten Wolgograd und Rostow und befindet sich westlich des Unterlaufs der Wolga zwischen der Stadt Wolgograd im Norden und der Manytschniederung im Süden. Während der Höhenzug in Richtung Norden und Westen in die hügelige Osteuropäischen Ebene übergeht, fällt er in Richtung Osten und Südosten allmählich in die flach gegliederte Kaspische Senke ab. Seine höchste Erhebung ist die 222 m hohe Gora Schared.
Das mittelgebirgsartige Landschaftsbild der Jergenihügel ist gekennzeichnet durch hügelige Bereiche, in die sich verschiedene Fließgewässer eingegraben haben. Zu denen gehört der Sal, der als Zufluss des Don in den Jergenihügeln entspringt. Als künstlich geschaffene Wasserstraße verbindet der Wolga-Don-Kanal, der an der Nahtstelle der Jergenihügel zur nördlich angrenzenden Wolgaplatte erbaut wurde, die aus seinem Namen ersichtlichen Flüsse in Ost-West-Richtung. 
Elista, im Süden der Jergenihügel gelegen, ist die größte Stadt des nur sehr dünn besiedelten Höhenzugs. 